# Comuna de Kazimierz Biskupi
Kazimierz Biskupi (polaco: Gmina Kazimierz Biskupi) é uma gminy (comuna) na Polónia, na voivodia de Grande Polónia e no condado de Koniński. A sede do condado é a cidade de Kazimierz Biskupi.
De acordo com os censos de 2005, a comuna tem 10 329 habitantes, com uma densidade 95,1 hab/km².

## Área
Estende-se por uma área de 107,96 km², incluindo:
- área agricola: 43%
- área florestal: 26%

## Demografia
Dados de 30 de Junho 2004:
|                      | Total   | Total | Mulheres | Mulheres | Homens  | Homens |
| -------------------- | ------- | ----- | -------- | -------- | ------- | ------ |
|                      | pessoas | %     | pessoas  | %        | pessoas | %      |
| População            | 10 272  | 100   | 5150     | 50,1     | 5122    | 49,9   |
| Densidade (pop./km²) | 95,1    | 100   | 47,7     | 47,7     | 47,4    | 47,4   |

De acordo com dados de 2002, o rendimento médio per capita ascendia a 2155,31 zł.

## Subdivisões
- Anielewo, Bochlewo, Cząstków, Daninów, Dobrosołowo, Jóźwin, Kamienica, Kazimierz Biskupi, Komorowo, Kozarzew, Kozarzewek, Nieświastów, Posada, Sokółki, Tokarki, Wieruszew, Włodzimirów, Wola Łaszczowa.

## Comunas vizinhas
- Golina, Kleczew, Konin, Ostrowite, Słupca, Ślesin